# Xenogenus picturatum
Xenogenus picturatum är en insektsart som beskrevs av Berg 1883. Xenogenus picturatum ingår i släktet Xenogenus och familjen smalkantskinnbaggar. Inga underarter finns listade i Catalogue of Life.